# F-IV-H
F-IV-H (также был известен как F-IV-HE) — чехословацкий экспериментальный плавающий танк. По классификации относился к лёгким танкам.

## История

### Причины разработки
В 1936 году Генеральный штаб армии Чехословацкой республики при содействии Военно-технического института сформулировал требования к легкому плавающему танку. На этот процесс повлияло развитие плавающих бронемашин в Великобритании и СССР. Основой для развития плавающей бронетехники чехословаки посчитали танк Vickers-Carden-Loyd A11E1, однако для них танк казался слишком слабо защищённым и вооружённым.
Техническое задание было выдано фирмам ČKD и Škoda. Первым появился опытный образец танка SOT, однако его достройка затянулась в виду отсутствия электротрансмиссии. Фирма ČKD начала сборку собственного плавающего танка в 1937 году. Опытный образец получил обозначение F-IV-H (где F-IV обозначало тип двигателя, а буква Н — гусеничную машину).

### Данные о танке
Корпус F-IV-H был сварным и собирался из листов цементированной брони. Толщина бронелистов лобовой части корпуса, бортов и башни составила 14 мм, кормы – 10 мм, крыши и днища – 7 мм. Экипаж состоял из 3-х человек: механик-водитель, командир-пулемётчик и радиотелеграфист. Водитель сидел с правой стороны в передней части корпуса и имел перед собой небольшой смотровой люк, защищённый бронестеклом. В правой стенке была выполнена смотровая щель для бокового обзора. Радиотелеграфист размещался слева и располагал теми же приборами наблюдения, что и водитель. Кроме радиостанции vz.37 он обслуживал курсовой пулемет ZB vz.37. Командир танка находился в боевом отделении и обслуживал второй 7,92-мм пулемет, установленный в конической одноместной башне. Внутренний башенный объём был небольшим, поэтому на крыше башни была установлена малая командирская башенка с перископом. Прицельные приспособления состояли только из монокулярного оптического прицела, смонтированного рядом с пулеметом.
На танке F-IV-H устанавливался бензиновый, 4-цилиндровый и 4-тактовый двигатель Praga F-IV мощностью 120 л. с. и рабочим объёмом 7180 кубических сантиметров. Запуск двигателя осуществлялся электростартером или вручную. В составе трансмиссии механического типа использовалась коробка передач Praga-Wilson. Мощность от двигателя передавалась через КПП на задние колеса или на два гребных винта, установленных в кормовой части корпуса.
Плавучесть обеспечивалась двумя бортовыми поплавками коробчатой формы, частично закрывавших ходовую часть.
Ходовая часть F-IV-H отдаленно напоминала лёгкий танк LT vz.38. Применительно на один борт она состояла из следующих пунктов:
1. 4 опорных катка, сблокированных попарно с амортизацией на листовых полуэллиптических рессорах.
2. 2 поддерживающих ролика.
3. Переднее направляющее и заднее ведущее колёса.
4. Мелкозвенчатая гусеница.

Прототип имел однотонную окраску. Поскольку подробных сведений не сохранилось, можно предположить, что это был серый цвет, либо цвет хаки. Внутренняя часть боевого отделения окрашивалась в цвет слоновой кости. Тактические номера и другие армейские обозначения на F-IV-H отсутствовали.

### Испытания
Работы над прототипом были замедлены ввиду отсутствия опыта. Инженеры должны были также герметизировать корпус, обеспечить уровень плавучести и сохранить передачу мощности двигателя на элементы ходовой части. Вариант с британским танком считался старым, а с СССР договориться было невозможно.
Опытный образец был готов только через год, а до 15 марта 1939 года удалось провести лишь небольшую часть ходовых тестов. Дальнейшие испытания прототипа F-IV-H проводились уже под контролем немецкой администрации. В августе 1939 года удалось достичь следующих показателей:
1. Скорость по шоссе — 45 км/ч.
2. Скорость на воде — до 7 км/ч.
3. Запас хода — 200 км.

Удельное давление на грунт составляло 0,50 кг/см2, что было следствием использования узких траков гусеничных цепей. Танк также показал приемлемую проходимость по пересечённой местности. Несмотря на испытания, вермахт отказался от использования этой машины, посчитав разработки танков-амфибий бесполезными. Только в 1941 году перед операцией «Seelöwe» вермахт вернулся к разработке танков, рассчитывая использовать танки для разведки.
К началу 1942 года был построен второй прототип под кодовым названием F-IV-HII, отличавшийся модифицированной башней, увеличенной командирской башенкой, новой системой выхлопа газов и улучшенной системой охлаждения. Также был добавлен задний поплавок и модифицированы бортовые. Об испытаниях этого опытного образца сведения не сохранились. Вероятно, оба прототипа были демонтированы.